# Gerald Messlender
Gerald Messlender (Baden, 1961. október 1. – Guntramsdorf, 2019. június 20.) válogatott osztrák labdarúgó, hátvéd.

## Pályafutása

### Klubcsapatban
1979 és 1986 között az Admira Wacker, 1986 és 1988 között a Tirol Innsbruck, 1988 és 1994 között ismét az Admira labdarúgója volt. 1994 és 1996 között az Austria Lustenau játékosa volt. 1996–97-ben a  VSE St. Pölten csapatában fejezte be az aktív labdarúgást.

### A válogatottban
1982 és 1987 között 15 alkalommal szerepelt az osztrák válogatottban. Tagja volt az 1982-es spanyolországi világbajnokságon  részt vevő csapatnak.

## Sikerei, díjai
Tirol Innsbruck
- Osztrák kupa
  - győztes: 1988